# Lettisk Sang- og Dansefestival
Lettisk Sang- og Dansefestival (lettisk: Vispārējie latviešu Dziesmu un Deju svētki) er en traditionel lettisk kulturbegivenhed. Festivalen er en del af den lettiske nationale identitet og afholdes normalt hvert femte år i Riga. Festivalen involverer normalt omkring 30.000 deltagere, herunder kor, dansegrupper, blæseorkestre, folkemusikgrupper, etnografiske ensembler, folkemusikensembler, landlige kapeller, kokleensembler, atelierer for anvendt og finere kunst, vokalensembler, amatører og udenlandske foreninger. Lettiske Sang- og Dansefestival er ikke kun optræden, men også en konkurrence, hvor vindere udvælges. Den vigtigste rolle under festivalen indtager kor og dansegrupper. I den mellemliggende tid, fra den ene festival til den næste finder sted, forberedes repertoire og opstillinger, som angiver den næste festivals deltagere. Sædvanligvis finder festivalens optog sted om morgenen på sang- og dansefestivalens sidste dag, hvor alle festivalens deltagere deltager, mens gallakoncerten finder sted samme aften på Mežapark friluftsscene.
Sangfestivaler er blevet afholdt både under det Russiske Kejserriges og det sovjetiske styres tid samt i Republikken Letlands to perioder. Den første sangfestival blev afholdt i 1873, hvor festivalens officielle titel var 1. Lettiske Syngefestival (lettisk: I vispārīgie latviešu dziedāšanas svētki). Siden da har festivalen fundet sted 23 gange. I 1948 deltog for første gang også dansegrupper. Siden 1960 har man hvert femte år også afholdt Lettisk Skoleungdoms Sang- and Dansefestival.
Fra den 5. til 12. juli 2008 afholdtes 24. Lettiske Sang- og 14. Dansefestival (lettisk: XXIV Vispārējie latviešu Dziesmu un XIV Deju svētki). I henhold til den lettiske lov om sang- og dansefestival afholdes næste næste Lettisk Sange og Dansefestival ikke senere end 2013.